# اینابا ماسائو
اینابا ماسائو (انگلیسی: 稲葉 正夫, Inaba Masao; ۱ مهٔ ۱۹۰۸ – ۱۰ اکتبر ۱۹۷۳) پرسنل نظامی در طی جنگ جهانی دوم اهل ژاپن بود. در سال ۱۹۴۵، پس از آنکه امپراتور و وزرایش در صدد تسلیم بودند، وی به آنامی کوره‌چیکا، وزیر جنگ، اصرار کرد که به سربازان گفته شود که به جنگ ادامه دهند، به ویژه با اتحاد جماهیر شوروی.